# Лангервехе
Лангервехе (њем. Langerwehe) општина је у њемачкој савезној држави Северна Рајна-Вестфалија. Једно је од 15 општинских средишта округа Дирен. Према процјени из 2010. у општини је живјело 14.233 становника. Посједује регионалну шифру (AGS) 5358032, NUTS (DEA26) и LOCODE (DE LGH) код.

## Географски и демографски подаци
Лангервехе се налази у савезној држави Северна Рајна-Вестфалија у округу Дирен. Општина се налази на надморској висини од 158 метара. Површина општине износи 41,5 km². У самом мјесту је, према процјени из 2010. године, живјело 14.233 становника. Просјечна густина становништва износи 343 становника/km².

## Међународна сарадња
| Мјесто | Држава               | Врста сарадње | Од    |
| ------ | -------------------- | ------------- | ----- |
| Ексмут | Уједињено Краљевство | партнерство   | 1985. |
| Извор  |                      |               |       |